# Axel Kellman
Axel Kellman, född 27 augusti 1724, död 27 mars 1790 i Stockholm, var en svensk ämbetsman.

## Biografi
Kellman var överdirektör för Tullverket och en av Kungliga Musikaliska Akademiens stiftare 1771. Han avled 27 mars 1790 i Stockholm.